# Ljubečna
Ljubečna – wieś w Słowenii, w gminie miejskiej Celje. W 2018 roku liczyła 1083 mieszkańców. 